# Hilos de sangre azul
Hilo de sangre azul es una telenovela colombiana producida por RCN Televisión en el 2016. basada en la novela homónima escrita por Patricia Lara Salive. 
Esta protagonizada por Juan Pablo Espinosa, Diana Hoyos y Juan Pablo Shuk, y con las participaciones antagónicas de Luis Eduardo Motoa, Claudia Liliana González y Alina Lozano y con las participaciones estelares de Ricardo Vélez, Constanza Duque, María Cecilia Botero, Germán Quintero

## Sinopsis
Una historia basada en el libro de Patricia Lara, que lleva el mismo nombre. 
Hilo de Sangre Azul narra la historia de una periodista que al llegar al edificio donde reside, encuentra a su exnovio, un hombre mujeriego y vividor muerto en uno de los apartamentos, en lo que pareciera un suicidio, sin embargo, la periodista está segura de que no fue así y en la búsqueda de la verdad, se encontrará con una serie de secretos que incluyen infidelidades, corrupción, mentiras, homosexualidad y, por supuesto, un asesino que no está dispuesto a ser descubierto. 
Una serie que cuenta la vida de Pedro Ospina, un hombre ambicioso, a quien sin importarle poner en riesgo al amor de su vida, los negocios y el anhelo de tener cada vez más dinero, lo llevaron a poner en peligro su existencia e historia basada en el libro de Patricia Lara, que lleva el mismo nombre.

## Reparto
- Diana Hoyos - Sara Yunus
- Juan Pablo Espinosa - Pedro Ospina
- Juan Pablo Shuk - Sergio Sader
- Ricardo Vélez - Armando Iregui
- Luis Eduardo Motoa - Juan De Dios Cleves
- Rafael Zea - Leonardo Moreno
- George Slebi - Camilo Mejia
- Rodrigo Candamil - Toño Tamara
- Claudia Liliana González - Juanita Urrutia
- Marianela González - Cristina Urrutia
- Constanza Duque - Josefina Urrutia
- María Cecilia Botero - Sonia Diaz
- Germán Quintero - :Patricio Diaz
- María José Tafur - Margarita Diaz
- Lucas Buelvas - Juancho Perlaza
- Johanna Cure - Paola Bariarte
- Alina Lozano - Esperanza Pataquiva
- Victoria Hernández - Elvira
- Danielle Arciniegas - Lola
- Juan David Agudelo - Pablo
- Luis Laureano Sánchez - Heriberto
- Lissette Moran  - Esperanza Perlaza